# Forças Armadas de Singapura
As Forças Armadas de Singapura (SAF), (em malaio:  Angkatan Bersenjata Singapura), é a denominação das forças armadas da República de Singapura. É também a componente militar do Ministério da Defesa de Singapura. Em 2017, os gastos com suas forças armadas consumiram 3,2% do seu PIB.
Estas forças armadas são compostas por três ramos: o Exército de Singapura, a Força Aérea da Singapura e a Marinha de Singapura. A responsabilidade destas forças armadas é a de proteger os interesses e a independência do estado de Singapura. Dependentes do alistamento obrigatório, tem uma força de 72 mil efectivos e é capaz de mobilizar 950 000 reservas.